# Ruginoasa (Neamţ)
Ruginoasa é uma comuna romena localizada no distrito de Neamţ, na região de Moldávia. A comuna possui uma área de 109.83 km² e sua população era de 1993 habitantes segundo o censo de 2007.